# Melanchra
Genre
Melanchra est un genre de lépidoptères (papillons) nocturnes de la famille des Noctuidae, de la sous-famille des Hadeninae ou des Noctuinae selon les classifications.
Synonyme : 
- Ceramica Guenée, 1852

En Europe, ce genre ne comprend que trois espèces :
- Melanchra granti Warren, 1905
- Melanchra persicariae (Linnaeus, 1761) - Noctuelle de la Persicaire
  - Melanchra persicariae cypriaca Hacker & Wimmer, 1990
  - Melanchra persicariae persicariae (Linnaeus, 1761)
- Melanchra pisi ; syn. Ceramica pisi (Linnaeus, 1758) - Noctuelle du pois

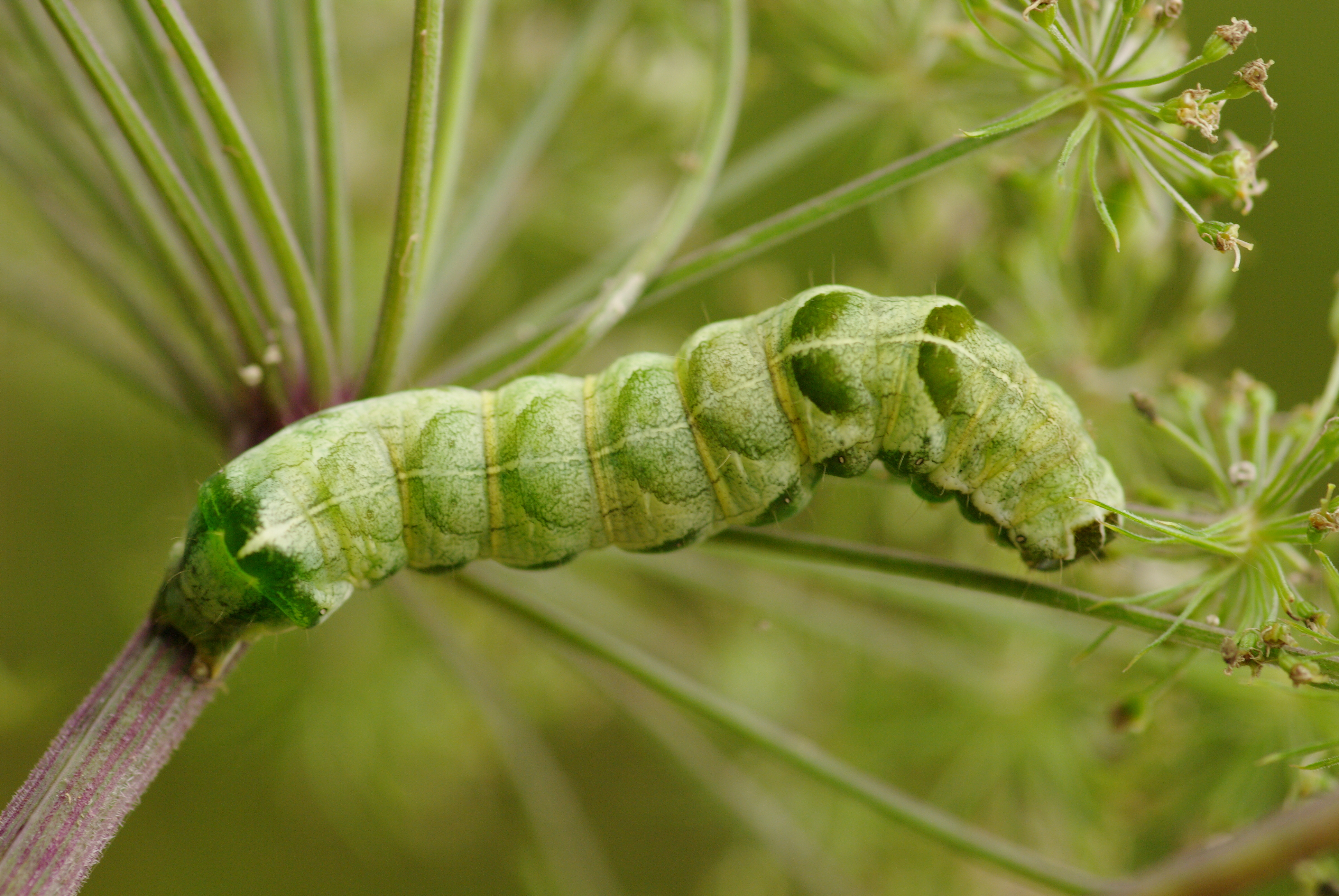
Chenille de Melanchra persicariae